# Сантос, Кристиан
Кристиан Роберт Сантос Фрейре (исп. Christian Robert Santos Freire; род. 24 марта 1988, Пуэрто-Ордас, Боливар) — венесуэльский футболист, атакующий полузащитник, нападающий клуба «Универсидад Сентраль». Выступал за сборную Венесуэлы.

## Клубная карьера
Родился в Венесуэле. Когда Кристиану было пять лет, его семья переехала в Германию в связи с работой его отца.
Обучался в молодёжной академии «Арминии», сыграл три сезона во второй команде.
В 2011 году перешёл в бельгийский клуб «Эйпен», выступавший во втором дивизионе. Здесь Кристиан Сантос забил 25 голов за два сезона.
Летом 2013 года перешёл в клуб бельгийского первого дивизиона «Васланд-Беверен», но не сыграл ни одного матча в чемпионате из-за тяжёлой травмы колена, провёл только один матч в Кубке Бельгии.
Летом 2014 года перешёл в НЕК, игравший в Первом дивизионе чемпионата Нидерландов. По итогам сезона 2014/15 НЕК одержал победу в турнире и вышел в Высший дивизион, а Сантос занял второе место в споре бомбардиров с 23 голами. В сезоне 2015/16 вошёл в десятку лучших бомбардиров чемпионата Нидерландов с 16 голами.
В 2016—2018 годах выступал за испанский «Алавес», затем перешёл в «Депортиво» из Ла-Коруньи. С 2021 года играл за чилийский «Коло-Коло».

## Карьера в сборной
28 марта 2015 года дебютировал в сборной Венесуэлы в товарищеском матче со сборной Ямайки. Свой первый гол за сборную забил 14 октября 2015 года в ворота Бразилии.